# Verbal Abuse
I Verbal Abuse sono un gruppo hardcore punk/crossover thrash statunitense, formatosi a Houston (Texas) nel 1981, ad opera del cantante Nicki Sicki, che si era trasferito in città dopo aver sciolto il vecchio gruppo, i Sick Pleasure.

## Discografia
- 1983 - Just an American Band
- 1986 - Rocks Your Liver
- 1995 - Red, White & Violent

Live
- 1989 - Passport- Verbal Abuse of America Live in Berlin

Raccolte
- 1985 - Them Boners be Poppin Compilation
- 1987 - Rat Music For Rat People Vol. 3
- 1988 - Thrasher Vol.10 Compilation
- 2006 - V.A. Rocks Your Liver (And Then Some)

## Attuali Membri
- Nicki Sicki - voce (1981-1984, 2005-presente)
- Andy Schuman - chitarra (1987-1995, 2005-presente)
- Dave "Koko" Chavez- basso (1984-1995, 2005-presente)
- Jess Aaron - chitarra (2005-presente)
- Geza Szent-Galy- batteria (2005-presente)

## Ex Membri
Voce
- Scotty Wilkins (1984-1995)

Chitarra
- Eric "Joie" Mastrokalos (1981-1987)

Basso
- Brett Dodwell (1981-1984)

Batteria
- Gregg James (1981-1988)
- Mike Chubka (1988-1989)
- Chris Kontos (1989-1995)